# Etiuda op. 10 nr 6 (Chopin)
Etiuda es-moll op. 10 nr 6 – szósta z etiud fortepianowych ze zbioru op. 10 Fryderyka Chopina. Powstała w 1830, opublikowana w 1833 we Francji, Niemczech i Anglii. Poprzez zastosowanie względnie powolnego tempa Andante (zwłaszcza w stosunku do pozostałych jego etiud) i metrum 6/8, kompozytor kładzie nacisk na ekspresję i chromatyczną strukturę linii melodycznej oraz polifonię. Zadedykowana Lisztowi (à son ami Franz Liszt), podobnie jak zresztą cały opus 10.

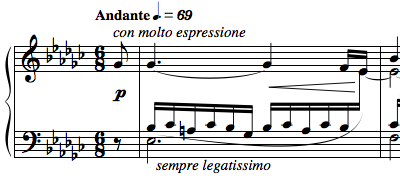
Początek etiudy

## Forma i cechy stylistyczne
Niemiecki muzykolog Hugo Leichtentritt (1874–1951) opisuje trzy- i momentami czterogłosową fakturę jako „melodię bolesnej, elegijnej ekspresji ponad powolnym, prawie ospałym basem, pomiędzy nimi kręty [szesnastkowy] głos środkowy, który pomimo swojego wąskiego ambitusu dodaje wielkiego wewnętrznego wzburzenia”. Cechą charakterystyczną melodii jest wykorzystanie chromatycznych dźwięków pobocznych na mocną miarę osiąganych ruchem skokowym (saltus duriusculus).

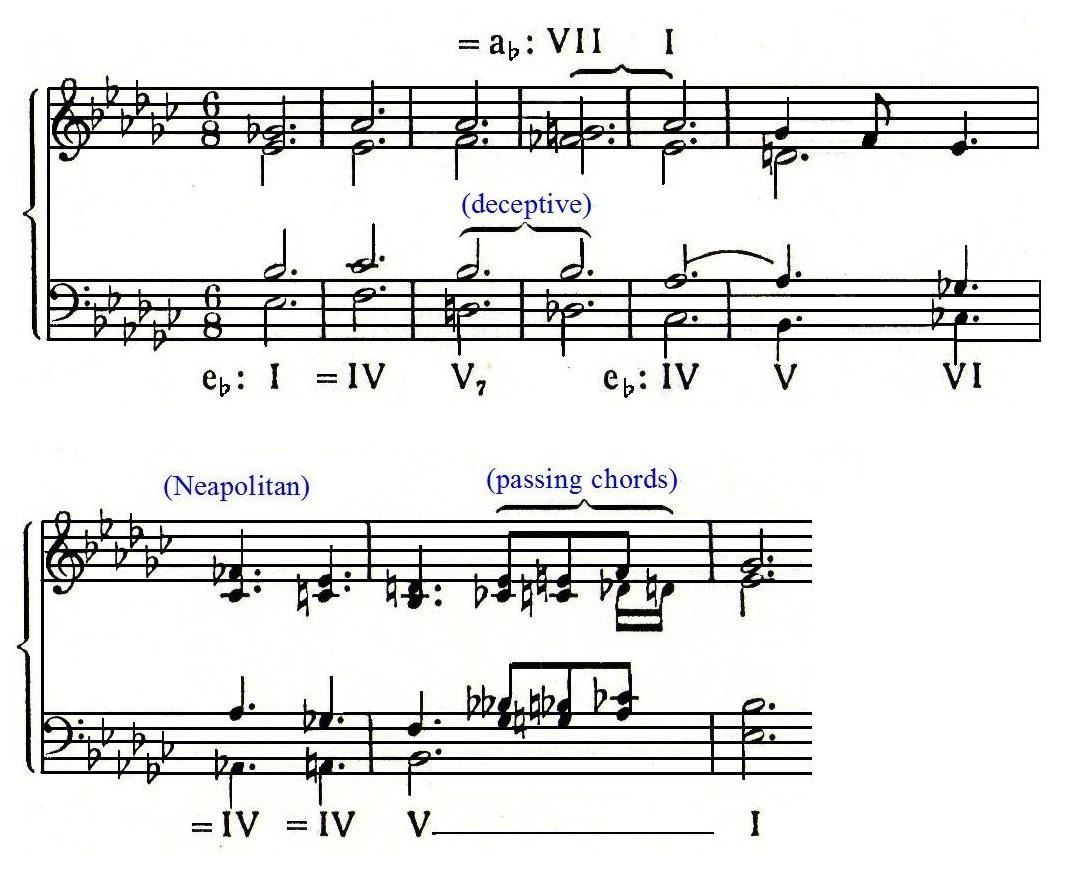
Fragment redukcji harmonicznej (takty 1-9) Leichtentritta.

Podobnie jak pozostałe etiudy Chopina, utwór ma formę potrójną A-B-A. Ścisłe kształtowanie szeregujące opiera się na ośmiotaktowych zdaniach: dwa w odcinku A, tworzące szesnastotaktowy okres symetryczny; trzy w odcinku B oraz jeden w końcowym odcinku A, poszerzony o pięciotaktową kodę. Plan harmoniczny pierwszych ośmiu taktów z charakterystyczną kadencją zwodniczą do taktu 4. i akordem neapolitańskim w takcie 7. wykazany jest w redukcji harmonicznej Leichtentritta. Takty 9-16 powtarzają ten sam plan, zamknięte są jednak kadencją doskonałą es-moll.
Trzy ośmiotaktowe zdania odcinka B posiadają osobne cechy charakterystyczne. Pierwsze z nich wyróżnia się rosnącą linią do połowy tego zdania, która potem jest odwodzona w przeciwnym kierunku. Nieregularne zdanie drugie, prowadzące do kulminacji, ujawnia swoją wzburzoną rytmicznie naturę, trzecie zaś to jednostajne, patopoiczne rozwiązanie kulminacji. Działanie planu harmonicznego środkowego odcinka Leichtentritt opisuje następująco: „wspaniałe przejście z es-moll (t. 16) do umiarkowanie błyszczącej E-dur (t. 21) [Chopin zmienił znaki przykluczowe]; ekscytujące ciągi następstw wykorzystujących ukośne brzmienia półtonu (t. 29-32); wspaniale dźwięczne zejście do es-moll, delikatnie deseniowane akcentami tembru (t. 33-41).”

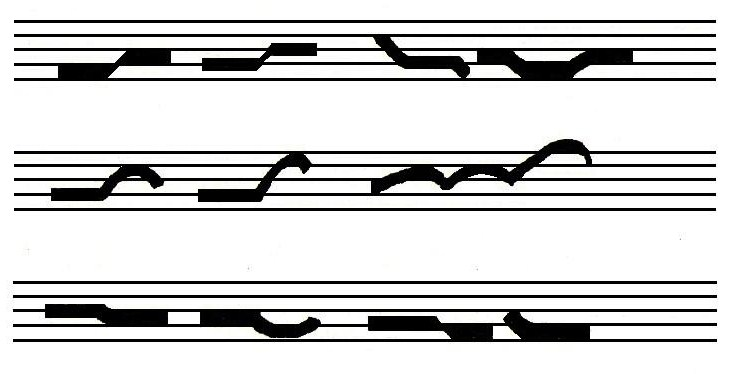
Szkic Leichtentritta przedstawiający graficznie rysunek trzech ośmiotaktów składających się na odcinek B (takty 17-41).

Końcowy odcinek A jest skróconym powtórzeniem pierwszego. W ostatnich siedmiu taktach wielokrotne powtórzenie akordu neapolitańskiego opóźnia wprowadzenie końcowej kadencji es-moll, którą wprowadza „niespodziewane lśnienie” A-duru w t. 49. Wspomniany A-dur czarująco odzwierciedla E-dur ze środkowego odcinka (t. 24). Dzieło zakończone tercją pikardyjską. 

## Charakter
James Huneker (1857-1921), amerykański krytyk muzyczny, określa tę etiudę jako „ciemny płaczliwy nokturn. [...] melodia pełna jest zduszonego żalu. „Alfredo Casella (1883-1947), włoski kompozytor i wydawca wspomina o „rozmyślaniu żalu” i twierdzi, że „trudno wyobrazić sobie elegię cięższą i spokojniejszą od tej etiudy.” Alfred Cortot (1877-1962) natomiast określa nastrój tej etiudy jako „gorączkowy i skupiony” i podkreśla, że „pod namiętnym lamentem górnego głosu [...] musimy słyszeć niezbędną partię niższą [...] jednoczącą się z nim, jednocześnie zachowującą swoją własną barwę i swobodę rytmiczną.”

## Tempo
Podane przez Chopina w wydaniach francuskim i niemieckim tempo to ćwierć z kropką = 69. Wydanie angielskie natomiast zmienia tempo na ćwierć = 69. Gottfried Galston (1879-1950) sugeruje tempo ćwierć z kropką = 50, jako że „nośność cantabile współczesnego fortepianu pozwala na szersze rozpostarcie kantyleny.” Twierdzi on również, że „tempo tej etiudy podlega najróżniejszym wahaniom. Jan Ekier w komentarzu wykonawczym do Wydania Narodowego Dzieł Fryderyka Chopina pisze, że tę etiudę gra się „wolniej lub dużo wolniej niż na to wskazują tempa Chopinowskie. Przyczyn tego można się dopatrywać w pewnych „tradycjach” wykonawczych drugiej połowy XIX wieku, nie mających wiele wspólnego z tradycjami pochodzącymi bezpośrednio od Chopina [...]. [...] tempo staje się trzy razy wolniejsze niż oryginalne, zmieniając tempo metronomiczne z ćwierć z kropką = 69 na ósemka = 69. [...] przyczyną bardzo wolnych wykonań Etiudy es może być [też]... brak tradycji – jest ona najrzadziej z Etiud op. 10 i 25 wykonywana – i ustalenie się jej stereotypu jako etiudy statycznej, refleksyjnej.”

## Zagadnienia techniczne
W artykule Schumanna w Neue Zeitschrift für Musik z 1836 o etiudach fortepianowych utwór ten, wraz z op. 10 nr 3, jest wpisany w kategorię „melodia i akompaniament jednocześnie w jednej ręce. Cortot twierdzi, że uwaga ucznia powinna kierować się na aspekt polifonicznej gry, ekspresywnej wyrazistości dźwięku i legato oraz uważa, że znalezienie osobnego brzmienia dla każdej z jednoczesnych linii melodycznych stanowi znaczną trudność. Sugeruje eksponować najwyższą partię poprzez wciskanie klawiszy do końca pewnymi i prostymi palcami. Aby zapewnić równy ruch palców grających szesnastkowe figury środkowego głosu, poleca on rozpoczęcie ćwiczenia w non legato tak, by palce nie traciły styku z klawiszami. Przy osiągnięciu już domyślnego legato, ciężar ręki powinien spoczywać nieco na każdej szesnastce tak, by osiągnąć swoiste portamento w barwie uniemożliwiającej zlanie się tego głosu z linią melodyczną. Chopin nie wprowadził żadnych oznaczeń pedalizacji.